# Luis Guevara Mora
Luis Ricardo Guevara Mora (ur. 2 września 1961 w San Salvador) – salwadorski piłkarz grający na pozycji bramkarza.

## Kariera klubowa
Luis Guevara Mora karierę piłkarską rozpoczął w 1978 roku w Platense. Kolejnym klubem była Águila San Miguel. W 1988 roku przeszedł do gwatemalskiego Xelajú Quetzaltenango. W latach 1992–1993 występował w Aurorze Gwatemala, z którą zdobył Mistrzostwo Gwatemali 1993 oraz Puchar Gwatemali.
Po powrocie do ojczyzny krótko grał w Once Lobos, po czym został zawodnikiem Atlético Marte San Salvador. W latach 1998–2000 był zawodnikiem Alianza San Salvador, z którą zdobył Mistrzostwo Salwadoru 1998 Apertura. Ostatnim przystankiem w karierze Guevary był Atlético Marte San Salvador, gdzie zakończył karierę w 2003 roku.

## Kariera reprezentacyjna
Luis Guevara Mora występował w reprezentacji Salwadoru w latach 1979–1996. W 1980 i 1981 roku uczestniczył w zakończonych sukcesem eliminacjach do Mistrzostw Świata 1982. Na Mundialu w Hiszpanii wystąpił we wszystkich trzech spotkaniach z Węgrami, Belgią i Argentyną. W meczu z Węgrami ustanowił niechlubny rekord Mistrzostw Świata, puszczając dziesięć bramek.
W 1984 roku uczestniczył w eliminacjach do Mistrzostw Świata 1986. W 1988 i 1989 roku uczestniczył w eliminacjach do Mistrzostw Świata 1990. W 1996 roku uczestniczył w eliminacjach do Mistrzostw Świata 1998. Ogółem w reprezentacji Salwadoru Luis Guevara Mora wystąpił 89 razy.